# Marknadsdomstolen (Sverige)

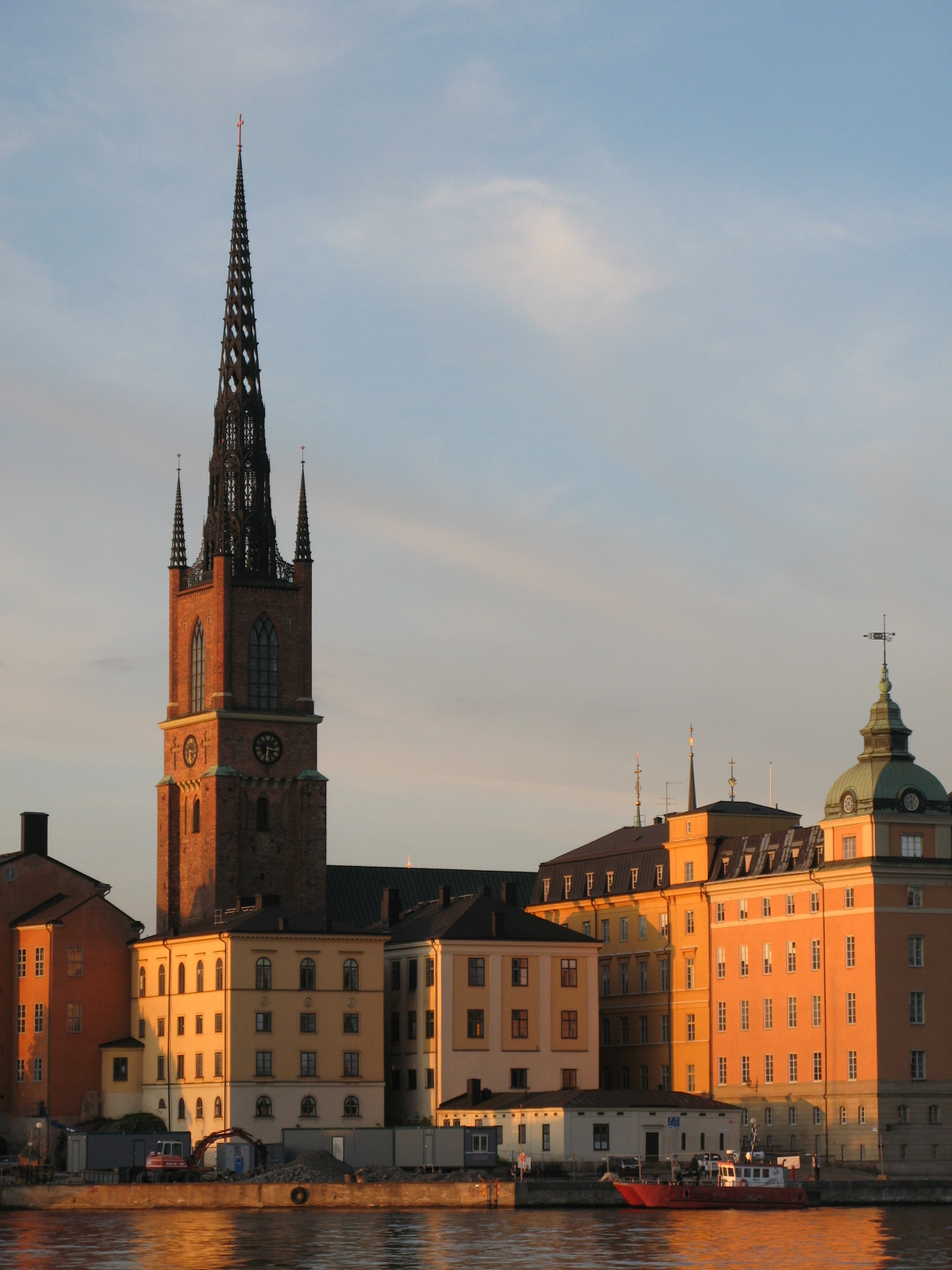
Marknadsdomstolens lokaler i Västra Gymnasiehuset (under kyrktornet) på Riddarholmen i Stockholm.

Marknadsdomstolen var mellan 1972 och 2016 en svensk specialdomstol som avgjorde mål om otillbörlig marknadsföring, brott mot konkurrenslagen m.m.
Marknadsdomstolen bestod av en ordförande, en vice ordförande och fem särskilda ledamöter, som utsågs av regeringen. Det var en blandning av jurister med domarerfarenhet och ekonomiska experter. Man kunde inte vända sig till Marknadsdomstolen om man som privatperson var missnöjd med en vara eller företagare. Det var endast näringsidkare, Konsumentombudsmannen, Konkurrensverket och vissa förbund som hade rätt att föra talan där. Att avgöra ett mål tog oftast ungefär ett år, och avgörandena gick inte att överklaga.
Marknadsdomstolen upphörde från och med den 1 september 2016, varefter domstolens arbetsuppgifter överfördes till Patent- och marknadsdomstolen; även delar av Patentbesvärsrättens mål överfördes dit. 
Marknadsdomstolens siste ordförande och chef var Per Carlson. Han var även ordförande för Patentbesvärsrätten. Han blev sedan hovrättslagman i Svea hovrätt, som är säte för Patent- och marknadsöverdomstolen.